# Ricky Heppolette
Richard Alfred William "Ricky" Heppolette (sinh ngày 8 tháng 4 năm 1949) là một cựu cầu thủ bóng đá sinh ra ở Bhusawal, Ấn Độ.  Ông đá cho nhiều câu lạc bộ bao gồm Preston North End, Leyton Orient, Crystal Palace, Chesterfield, Peterborough United và câu lạc bộ Hồng Kông Eastern AA.